# لووني
اللووني (بالفرنسية: huard)‏، رسميًا العملة الكندية ذات الدولار الواحد، هي عملة كندية ذهبية اللون طُرحت في عام 1987 وانتجت بواسطة دار سك العملة الملكية الكندية في منشأتها في وينيبيغ. تُظهر الإصدارات الأكثر شيوعًا للعملة طائر الغواص الشائع، وهو طائر موجود في جميع أنحاء كندا، على الجانب الخلفي، وعلى الوجه الملكة إليزابيث الثانية، رئيسة الدولة في وقت إصدار العملة، سكت العديد من الإصدارات التذكارية والعينات للعملة ذات التصميمات الخاصة التي تحل محل اللون الموجود على الجانب الخلفي على مر السنين. بدءًا من ديسمبر 2023، سيتم تداول نسخة جديدة تضم الملك تشارلز الثالث، لتحل محل النسخة التي تضم إليزابيث الثانية.
بعد طرحها، أصبحت العملة مرادفًا للدولار الكندي. وأصبح لقب لووني معروفًا على نطاق واسع لدرجة أنه في عام 2006، حصلت دار سك العملة الملكية الكندية على حقوقه. وعندما طرحت العملة الكندية ذات الدولارين في عام 1996، أُطلق عليها لقب " توني " (وهي عبارة عن لفظ منحوت من "اثنين" و"لووني").

## خلفية
قامت كندا بسك عملة الدولار الفضية لأول مرة في عام 1935 للاحتفال بالذكرى الخامسة والعشرين لحكم جورج الخامس كملك. وسك دولار فوياجيور - الذي سمي بهذا الاسم لأنه يظهر على الجانب الخلفي شخصًا من السكان الأصليين ورحالة فرنسي يجدف بزورق - بالفضة حتى عام 1967، والذي كان من النيكل. لم تشهد العملات المعدنية تداولًا واسعًا، ويرجع ذلك أساسًا إلى حجمها ووزنها؛ نسخة النيكل تزن 15.6 غرام (0.55 أونصة) وكان بقطر 32.1 مليمتر (1.26 بوصة)، وكان في حد ذاته أصغر من العملة الفضية.
بحلول عام 1982، بدأت دار سك العملة الملكية الكندية العمل على نسخة جديدة لعملة الدولار التي كانت تأمل أن تؤدي إلى زيادة التداول. في الوقت نفسه، كان مشغلو آلات البيع وأنظمة النقل يضغطون على حكومة كندا لاستبدال الأوراق النقدية بالدولار بعملات معدنية متداولة على نطاق أوسع. أوصت لجنة العموم في عام 1985 بإلغاء فاتورة الدولار على الرغم من عدم وجود أدلة على أن الكنديين سيدعمون هذه الخطوة. وقالت الحكومة إنها ستوفر ما بين 175 مليون دولار و250 مليون دولار على مدى 20 عامًا من خلال التحول من العملات الورقية التي يقل عمرها عن عام إلى العملات المعدنية التي قد تستمر لعقدين من الزمن.

## إصدارات مجموعة العينات
في عامي 1997 و2002، وفي كل عام منذ عام 2004، أصدرت دار سك العملة الملكية الكندية عملة معدنية بقيمة دولار واحد تصور صورة مختلفة وفريدة لطائر على وجه العملة. تحتوي هذه العملات الخاصة على عدد محدود من العملات المعدنية وهي متوفرة فقط في مجموعات العينات المكونة من ستة عملات معدنية.

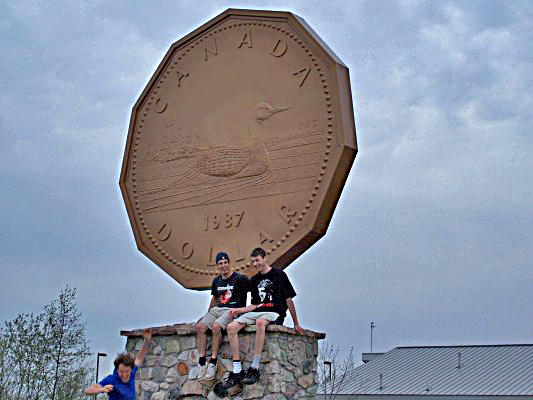
نصب عملة لووني في خليج إيكو، أونتاريو.

| سنة  | الفنان                | عدد المسكوكات |
| ---- | --------------------- | ------------- |
| 1997 | جان لوك جروندين       | 97,595        |
| 2002 | دورا دي بيديري هانت   | 67,672        |
| 2004 | سوزان تايلور          | 46,493        |
| 2005 | مارك هوبسون           | 39818         |
| 2006 | جلين لواتس            | 39,935        |
| 2007 | كيري بورنيت           | 40.000        |
| 2008 | مارك هوبسون           | 40.000        |
| 2009 | كريس جورديسون         | 40.000        |
| 2010 | أرنولد نوجي           | 35000         |
| 2011 | أرنولد نوجي           | 35000         |
| 2012 | أرنولد نوجي           | 35000         |
| 2013 | جلين لواتس            | 50.000        |
| 2014 | تريفور تينانت         | 50.000        |
| 2015 | برنت تاونسند          | 30.000        |
| 2016 | جلين سكريمشو          | 30.000        |
| 2017 | بيير جيرار            | 30.000        |
| 2018 | بيير جيرار            | 30.000        |
| 2019 | جان تشارلز دوماس      | 30.000        |
| 2020 | كيتلين ليندستروم-ميلن | 25000         |
| 2021 | بيير جيرار            | 30.000        |

## العملات الأولى
| سنة  | عدد المسكوكات |
| ---- | ------------- |
| 2005 | 1,944         |
| 2005 | 19,949        |
| 2006 | 20,010        |
| 2006 | 5000          |